# 충청북도의 초등학교 목록
다음은 충청북도의 초등학교 목록이다.

## 가
가경초등학교 · 
가곡초등학교 · 
가곡초등학교 대곡분교 · 
가곡초등학교 보발분교 · 
가덕초등학교 · 
가평초등학교 · 
가흥초등학교 · 
각리초등학교 · 
갈원초등학교 · 
감곡초등학교 · 
감물초등학교 · 
강내초등학교 · 
강서초등학교 · 
강외초등학교 · 
강천초등학교 · 
개신초등학교 · 
경덕초등학교 · 
경산초등학교 · 
관기초등학교 · 
괴산명덕초등학교 · 
교동초등학교 · 
구룡초등학교 · 
구정초등학교 · 
국원초등학교 · 
군남초등학교 · 
군서초등학교 · 
금가초등학교 · 
금구초등학교 · 
금성초등학교 · 
금천초등학교

## 나
남당초등학교 · 
남성초등학교 · 
남신초등학교 덕생분교 · 
남신초등학교 · 
남이초등학교 · 
남일초등학교 · 
남일초등학교 두산분교 · 
남천초등학교 · 
남평초등학교 · 
남한강초등학교 · 
낭성초등학교 · 
내북초등학교 · 
내수초등학교 · 
내토초등학교 · 
노은초등학교 수상분교 · 
노은초등학교 · 
능산초등학교

## 다
단양초등학교 · 
단월초등학교 · 
단천초등학교 가산분교 · 
단천초등학교 · 
달천초등학교 매현분교 · 
달천초등학교 · 
대가초등학교 · 
대강초등학교 · 
대강초등학교 장정분교 · 
대길초등학교 · 
대미초등학교 · 
대소원초등학교 · 
대소초등학교 · 
대장초등학교 · 
덕벌초등학교 · 
덕성초등학교 · 
덕신초등학교 · 
도안초등학교 · 
동광초등학교 · 
동락초등학교 · 
동량초등학교 · 
동명초등학교 · 
동이초등학교 우산분교 · 
동이초등학교 · 
동인초등학교 · 
동주초등학교 · 
동화초등학교 · 
두학초등학교
동성초등학교

## 마
만수초등학교 · 
만승초등학교 · 
매곡초등학교 · 
매포초등학교 · 
맹동초등학교 · 
명지초등학교 · 
모충초등학교 · 
목도초등학교 · 
목행초등학교 · 
무극초등학교 · 
문광초등학교 덕평분교 · 
문광초등학교 · 
문백초등학교 · 
문상초등학교 · 
문의초등학교 도원분교 · 
문의초등학교 · 
미봉초등학교 · 
미원초등학교 · 
미원초등학교 금관분교

## 바
백곡초등학교 · 
백봉초등학교 · 
백운초등학교 · 
보광초등학교 화곡분교 · 
보광초등학교 · 
복대초등학교 · 
봉덕초등학교 · 
봉명초등학교 · 
봉양초등학교 · 
봉정초등학교 · 
부용초등학교 · 
부윤초등학교 · 
북이초등학교 · 
북일초등학교 · 
분평초등학교 · 
비봉초등학교 · 
비상초등학교

## 사
사직초등학교 · 
사천초등학교 · 
산남초등학교 · 
산성초등학교 · 
산외초등학교 · 
산척초등학교 · 
삼보초등학교 · 
삼산초등학교 · 
삼성초등학교 · 
삼양초등학교 · 
상당초등학교 · 
상봉초등학교 · 
상진초등학교 · 
상촌초등학교 · 
새터초등학교 · 
샛별초등학교 · 
생극초등학교 · 
서경초등학교 · 
서원초등학교 · 
서촌초등학교 · 
서현초등학교 · 
석교초등학교 · 
석성초등학교 · 
성암초등학교 · 
성화초등학교 · 
세성초등학교 · 
세중초등학교 · 
소수초등학교 · 
소이초등학교 · 
소태초등학교 · 
속리초등학교 · 
솔밭초등학교 · 
송면초등학교 · 
송죽초등학교 · 
송학초등학교 · 
수곡초등학교 · 
수봉초등학교 · 
수산초등학교 · 
수성초등학교 · 
수성초등학교 구성분교 · 
수안보초등학교 · 
수정초등학교 · 
수정초등학교 삼가분교 · 
수한초등학교 · 
수회초등학교 · 
신백초등학교 · 
신송초등학교 · 
심천초등학교 · 
쌍봉초등학교

## 아
안남초등학교 · 
안내초등학교 · 
앙성초등학교 · 
야동초등학교 · 
양강초등학교 · 
양산초등학교 · 
어상천초등학교 · 
엄정초등학교 목계분교 · 
엄정초등학교 · 
연수초등학교 · 
연풍초등학교 · 
영동초등학교 · 
영춘초등학교 · 
영춘초등학교 별방분교 · 
오갑초등학교 · 
오석초등학교 · 
오선초등학교 · 
오창초등학교 · 
옥동초등학교 · 
옥산초등학교 · 
옥포초등학교 · 
왕미초등학교 · 
외천초등학교 · 
용담초등학교 현양원분교 · 
용담초등학교 · 
용두초등학교 · 
용성초등학교 · 
용암초등학교 · 
용원초등학교 · 
용천초등학교 · 
용화초등학교 · 
우암초등학교 · 
운동초등학교 · 
운천초등학교 · 
원남초등학교 · 
원당초등학교 · 
원봉초등학교 · 
원평초등학교 · 
율량초등학교 · 
의림초등학교 · 
이수초등학교 · 
이원초등학교 · 
이원초등학교 지탄분교 · 
이월초등학교 · 
입석초등학교

## 자
장락초등학교 · 
장야초등학교 · 
장연초등학교 · 
제천덕산초등학교 · 
제천중앙초등학교 · 
종곡초등학교 · 
주덕초등학교 · 
주성초등학교 · 
주중초등학교 · 
죽리초등학교 · 
죽림초등학교 · 
죽향초등학교 · 
중앙초등학교 · 
증안초등학교 · 
증약초등학교 대정분교 · 
증약초등학교 · 
증평초등학교 · 
직지초등학교 · 
진천삼수초등학교 매산분교 · 
진천삼수초등학교 · 
진천상산초등학교 · 
진천상신초등학교 · 
진흥초등학교

## 차
창신초등학교 · 
청남초등학교 · 
청룡초등학교 · 
청산초등학교 · 
청성초등학교 · 
청안초등학교 · 
청원초등학교 · 
청주교육대학교 부설초등학교 · 
청주내곡초등학교 · 
청주내덕초등학교 · 
청주소로초등학교 · 
청천초등학교 · 
청풍초등학교 · 
초강초등학교 · 
초평초등학교 · 
추산초등학교 · 
추풍령초등학교 · 
충주교현초등학교 · 
충주금릉초등학교 · 
충주남산초등학교 · 
충주대림초등학교 · 
충주삼원초등학교 · 
충주성남초등학교 · 
충주예성초등학교 · 
충주용산초등학교 · 
충주중앙초등학교 · 
충주중앙탑초등학교 · 
칠금초등학교 · 
칠성초등학교

## 타
탄금초등학교 · 
탄부초등학교

## 파
판동초등학교 · 
평곡초등학교 · 
풍광초등학교

## 하
하당초등학교 · 
학산초등학교 · 
학성초등학교 · 
한국교원대학교 부설 월곡초등학교 · 
한벌초등학교 · 
한솔초등학교 · 
한송초등학교 · 
한천초등학교 · 
행정초등학교 · 
현도초등학교 · 
홍광초등학교 · 
화당초등학교 · 
화산초등학교 · 
황간초등학교 · 
회남초등학교 · 
회인초등학교 · 
흥덕초등학교